# Apur Sansar
Apur Sansar (bengalí অপুর সংসার Apura sansāra) és una pel·lícula èpica i dramàtica índia del 1959 rodada en bengalí, escrita i dirigida per Satyajit Ray. És la tercera part de La trilogia d'Apu, sobre la infància i la primera edat adulta d'un jove bengalí anomenat Apu a principi del segle xx al subcontinent indi. Les dues primeres parts de la trilogia són Pather Panchali i Aparajito. El film es basa en l'última meitat de la novel·la bengalí Aparajito, de Bibhutibhushan Bandopadhyay.
Estrenada el 1959, Apu Sansar se centra en la vida adulta d'Apu, i també presenta els actors Soumitra Chatterjee i Sharmila Tagore, que van aparèixer en moltes pel·lícules posteriors de Ray. La pel·lícula va guanyar el National Film Award a la millor pel·lícula i diversos premis internacionals, inclòs el Premi Sutherland a la millor pel·lícula original i imaginativa i el Premi National Board of Review a la millor pel·lícula en llengua estrangera. .

## Argument
A principi de la dècada de 1940, Apurba Kumar Roy (Apu) (Soumitra Chatterjee) és un graduat en Ciència a l'atur que viu en una habitació de lloguer a Tala als afores de Calcuta. Malgrat els consells del seu professor d'anar a estudis superiors, no ho pot fer perquè no se'l pot permetre. Intenta trobar feina, tot i que amb prou feines reïx oferir classes particulars. La seva passió principal és escriure una novel·la, en part basada en la seva pròpia vida, amb l'esperança de publicar-la algun dia. Un dia es troba el seu vell amic Pulu, que el convenç d'anar junts al seu poble de Khulna per assistir al matrimoni d'una cosina anomenada Aparna (Sharmila Tagore).
El dia del casament, es revela que el xicot té un trastorn mental greu. La mare de la núvia cancel·la el matrimoni, malgrat les protestes del pare. Ell i els altres vilatans creuen, d'acord amb la tradició hindú predominant, que la jove núvia s'ha de casar durant l'hora indicada anteriorment, en cas contrari, haurà de romandre soltera tota la seva vida. Apu, després de negar-se inicialment quan li ho demanen uns quants vilatans, finalment decideix seguir el consell de Pulu i anar al rescat de la noia acceptant casar-se amb ella. Torna amb Aparna al seu apartament de Calcuta després del casament. Accepta una feina d'empleat, i una relació amorosa comença a florir entre ells. No obstant això, els dies feliços de la jove parella s'interrompen quan Aparna mor mentre dona a llum el seu fill, Kajal. Apu està dominat pel dolor i responsabilitza el nen de la mort de la seva dona.
Fuig de les seves responsabilitats mundanes i es converteix en un reclús: viatja a diferents racons de l'Índia, mentre el nen es queda amb els seus avis materns. Mentrestant, Apu llença el manuscrit de la novel·la que havia escrit al llarg dels anys. Uns anys més tard, Pulu troba en Kajal que creix salvatge i sense cura. Aleshores cerca l'Apu, que treballa en una pedrera minera i li aconsella per darrera vegada que assumeixi la seva responsabilitat paterna. Per fi, Apu decideix tornar a la realitat i retrobar-se amb el seu fill. Quan arriba al lloc dels seus sogres, Kajal, després d'haver-lo vist per primera vegada a la seva vida, al principi no l'accepta com a pare. Finalment, accepta l'Apu com a amic i tornen junts a Calcuta per començar la vida de nou.

## Repartiment
- Soumitra Chatterjee com Apu (Apurba Kumar Roy)
- Sharmila Tagore com Aparna, la dona d'Apu
- Swapan Mukherjee com a Pulu
- Alok Chakravarty com Kajal
- Sefalika Devi com a dona de Pulu
- Dhiresh Majumdar com a Sasinarayan
- Dhiren Ghosh com a propietari

## Producció
Ray volia de nou cares noves per a la pel·lícula com a les altres dues pel·lícules de la trilogia d'Apu i així va fer audicions. En altres pel·lícules que va fer entremig, com Parash Pathar (1958) i Jalsaghar (1958), va treballar amb actors professionals com Soumitra Chatterjee, locutor de ràdio i actor de teatre que, amb el degà del teatre bengalí Sisir Bhaduri, havia fet una primera audició per al paper de l'adolescent Apu a Aparajito (1956). Encara que Ray pensava que tenia l'aspecte adequat, el va trobar massa vell per al paper. Ray se'n va recordar i li va oferir el paper d'Apu adult dos anys més tard. Chatterjee encara no sabia que ja havia estat seleccionat per al paper titular. Havia anat al plató de la quarta pel·lícula de Ray, Jalsaghar, per veure el rodatge. Aquell dia, mentre deixava els platós, Ray el va trucar i li va presentar l'actor Chhabi Biswas, el va deixar sorprès dient-li: «Aquest és Soumitra Chattopadhyay; fa d'Apu a la meva propera pel·lícula Apur Sansar». Tanmateix, Ray va tenir dificultats per trobar una actriu per la protagonista femenina Aparna. Fins i tot va publicar un anunci en un diari local demanant fotografies de noies d'entre 15 i 17 anys. Hi va haver més de mil respostes, però Ray no va trobar que pagués la pena audicionar-ne cap d'elles. Poc després Ray va conèixer una noia jove, Sharmila Tagore, que havia actuat recentment en un recital de dansa al Children's Little Theatre (CLT) de Calcuta. Està emparentada amb el poeta Rabindranath Tagore, posteriorment va fer una audició i va ser seleccionada.
Tot i ser seleccionat, com a actor debutant, Chatterjee no estava segur de la seva elecció de carrera i sobretot pel seu aspecte, ja que no es considerava fotogènic. No obstant això, el 9 d'agost de 1958, quan la primera presa de la pel·lícula va ser acceptada en una sola presa, es va adonar que havia trobat la seva vocació.

## Premis
National Film Awards (Índia)
- Guanyador – 1959 – Medalla d'or del president a la millor pel·lícula de l'Índia[4]

British Film Institute Awards (London Film Festival)
- Guanyador – 1960 – Trofeu Sutherland a la millor pel·lícula original i imaginativa

14è Festival Internacional de Cinema d'Edimburg
- Guanyador – 1960 – Diploma de Mèrit

National Board of Review Awards (Estats Units)
- Guanyador – 1960 – Millor pel·lícula estrangera

Premi BAFTA (Regne Unit)
- Nominada – 1962 – BAFTA a la millor pel·lícula

## Recepció per la crítica anglosaxona i llegat

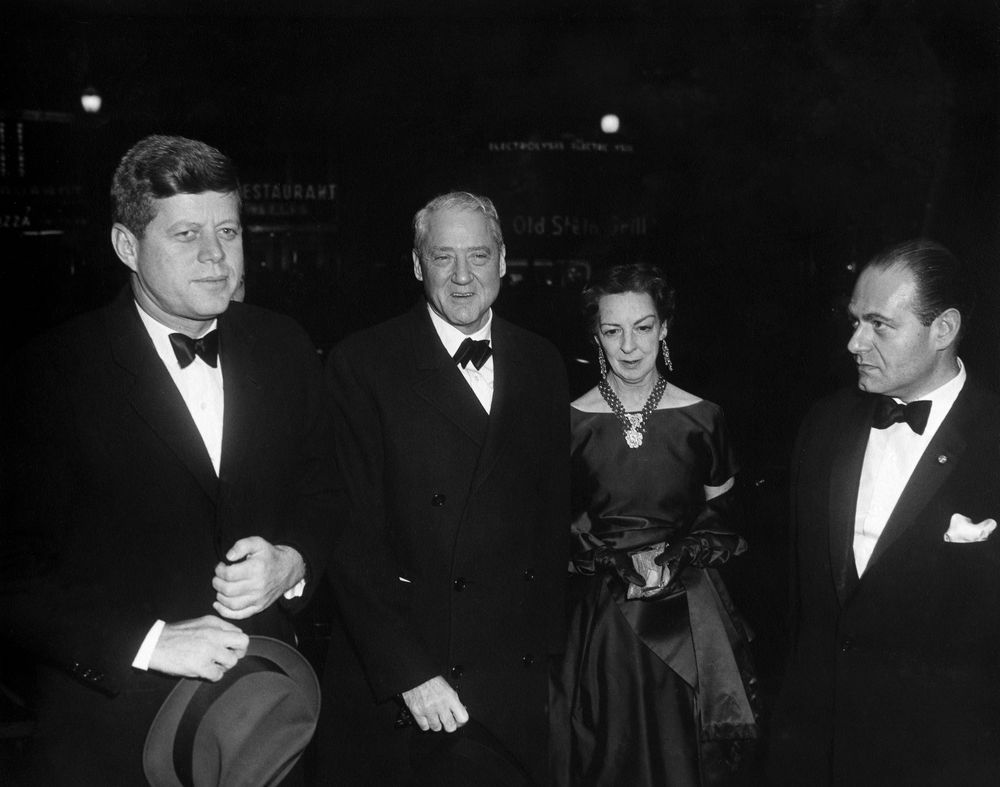
El president dels Estats Units John F. Kennedy arriba al Dupont Theater a Washington, D.C. per la projecció de la pel·lícula el 16 de febrer de 1961.

A Rotten Tomatoes, Apur Sansar té un 96% de valoració fresca basada en un total de 27 ressenyes amb una puntuació mitjana de 9,04/10. El consens del seu crític afirma: "Dolorosament commovedor, bellament fotografiat i evocadorament atmosfèrica, Apu Sansar tanca la clàssica trilogia de Satyajit Ray amb una nota alta." El 1992, Sight & Sound (la revista del British Film Institute) va classificar The Apu Trilogy en el lloc 88 de la seva llista d'enquestes de crítics de pel·lícules més grans de tots els temps. Apu Sansar va aparèixer al 1982 Sight & Sound Poll of Greatest Films of All Time en el lloc #42. El 2002 una llista combinada de resultats de les enquestes de crítics i directors de Sight & Sound va classificar Apur Sansar en el lloc 93 de la llista. L'any 1998, l'enquesta de crítics de la revista de cinema asiàtic Cinemaya' sobre les millors pel·lícules de tots els temps va classificar The Apu Trilogy al número 7 de la llista. El 1999 The Village Voice va classificar The Apu Trilogy en el lloc #54 de la llista de 250 "Best Films of the Century" basada en una enquesta de crítics. La pel·lícula va ser seleccionada com a entrada índia per a l'Oscar a la millor pel·lícula de parla no anglesa als Premis Oscar de 1959, però no va ser acceptada com a candidata.
L'any 1996, Apur Sansar es va incloure a les "100 millors pel·lícules estrangeres" de Movieline Magazine. El 2001 el crític de cinema Roger Ebert va incloure The Apu Trilogy en la seva llista de "100 Grans Pel·lícules" de tots els temps. El 2002 Apur Sansar va aparèixer a la Guia de "The New York Times de les 1,000 millors pel·lícules mai fetes". El 2005, La Trilogia d'Apu fou inclosa en la llista de les 100 millors pel·lícules de tots els temps de la revista Time.
A la taquilla índia, la pel·lícula va obtenir un benefici de ₹75–80 lakh pels distribuïdors.
Apur Sansar ha tingut influència a tot el món. A la pel·lícula de Gregory Nava de 1995 La meva família, l'escena final és un duplicat de l'escena final d'Apur Sansar. La influència de la pel·lícula també es pot veure en obres famoses com a diverses pel·lícules de Philip Kaufman. Es poden trobar referències a Apur Sansar en nombroses pel·lícules de Jean-Luc Godard, i en la novel·la de Paul Auster de 2008 Un home a les fosques on dos personatges discuteixen sobre la pel·lícula. L'any 2012, la pel·lícula va ocupar el lloc número 235 a la llista Sight & Sound Top 250 Films. La pel·lícula està classificada en el lloc 55 de la llista de 250 millors pel·lícules de tots els temps de Letterboxd.

## Conservació
L'Academy Film Archive va conservar tota la trilogia d'Apu l'any 1996, inclosa Apur Sansar. El 2013, l'empresa de distribució de vídeos The Criterion Collection, en col·laboració amb l'arxiu de l'Acadèmia de les Arts i les Ciències Cinematogràfiques va començar la restauració dels negatius originals de la trilogia Apu, inclosa Apur Sansar. Aquests negatius havien estat greument danyats per un incendi a Londres l'any 1993, i totes les llaunes i fragments de pel·lícules pertanyents a les pel·lícules de Ray van ser enviats a la Motion Picture Academy per a l'emmagatzematge, on van romandre sense veure durant dues dècades. Va ser descoberta després de reexaminar-la i que, tot i que moltes parts de les pel·lícules van ser efectivament destruïdes pel foc o pels efectes dels anys, altres parts eren recuperables. Els materials es van enviar a un laboratori de restauració de Bolonya, Itàlia: L'Immagine Ritrovata. Per a aquelles parts del negatiu que faltaven o que no es poden utilitzar, es van utilitzar negatius duplicats i màsters de gra fi de diverses fonts comercials o d'arxiu. El laboratori de la col·lecció Criterion va passar sis mesos creant la versió digital de les tres pel·lícules, de vegades optant per preservar l'aspecte distintiu de les pel·lícules fins i tot a costa de conservar algunes imperfeccions.